# Palinurina
La palinurina (gen. Palinurina) è un crostaceo estinto, appartenente ai decapodi. Visse tra il Giurassico inferiore e il Giurassico superiore (circa 195 - 150 milioni di anni fa) e i suoi resti fossili sono stati ritrovati in Europa (Inghilterra e Germania). È considerata una delle più antiche aragoste.

## Descrizione
Questo animale era piuttosto piccolo rispetto alle aragoste attuali, e le dimensioni non superavano generalmente i 5 centimetri di lunghezza. L'aspetto era comunque molto simile alle forme odierne, con un carapace più o meno rettangolare, un esoscheletro ricoperto da piccoli tubercoli, antenne molto allungate e cinque paia di zampe allungate e forti.

## Classificazione
Palinurina è stata descritta per la prima volta nel 1839 da Munster, che riconobbe immediatamente le evidenti somiglianze con le forme attuali. Si conoscono due specie di questo animale: Palinurina longipes e P. tenera, entrambe provenienti dal giacimento di Solnhofen in Baviera, e distinte principalmente per alcune caratteristiche delle antenne: P. tenera possedeva antenne segmentate dal margine liscio, mentre P. longipes possedeva un margine dentellato. 

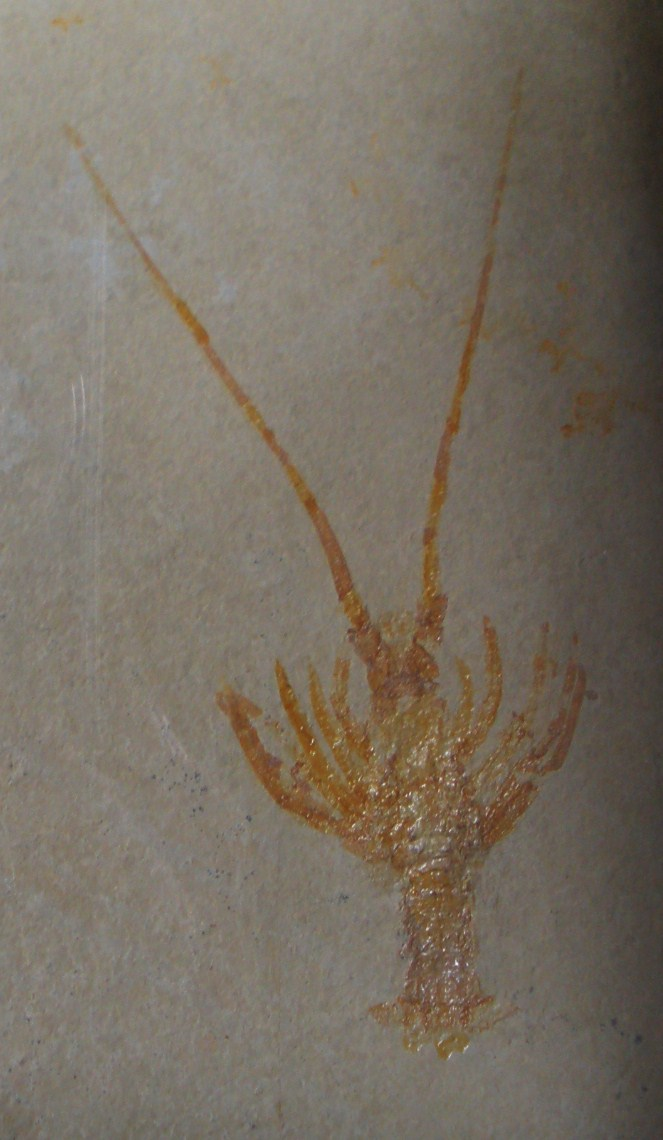
Fossile di Palinurina longipes

Palinurina è assai simile a un'altra aragosta arcaica, Archaeopalinurus, proveniente dal Triassico superiore italiano. Tra i due generi, però, vi erano alcune differenze morfologiche, principalmente riguardo alla forma e all'ornamentazione del ventaglio caudale, alla lunghezza delle zampe e delle antenne.